# Robert Charles Zaehner
Robert Charles Zaehner (Sevenoaks, 8 aprile 1913 – Oxford, 24 novembre 1974) è stato uno storico delle religioni e orientalista inglese.

## Biografia
Figlio di emigrati svizzeri, Zaehner, completati gli studi compiuti presso le Università di Oxford e di Cambridge, ricoprì diversi incarichi governativi coltivando un interesse particolare per le religioni.
Conoscitore delle lingue greca, araba, iraniche e del sanscrito Zaehner fu il primo studioso a confrontare tra loro le fedi religiose di tipo mistico come il Buddhismo, l'Induismo e il Daoismo con quelle profetiche come l'Ebraismo, lo Zoroastrismo e l'Islām. Grazie a queste conoscenze, fu arruolato nei servizi segreti britannici nel periodo della Seconda Guerra Mondiale.
Convertitosi al Cattolicesimo nel 1946, nel 1952 subentrò a Sarvepalli Radhakṛṣṇan (1888-1975) come professore di "Eastern Religions and Ethics" presso l'Università di Oxford.

## Impegno
Pur avendo effettuato ricerche in ambito della Storia delle religioni fu un convinto assertore dell'impossibilità di uno studio oggettivo del fenomeno religioso. Considerò l'Induismo una religione che originatasi nel panteismo ebbe come mèta la fede in un Dio supremo.

## Opere
- Foolishness to the Greeks. Clarendon Press, Oxford University, 1953. Pamphlet. Ristampa: Desclée de Brouwer, Paris, 1974.
- Zurvan. A Zoroastrian Dilemma. Clarendon Press, Oxford University, 1955. Ristampa: Biblio and Tannen, New York, 1972.
- The Teachings of the Magi. A compendium of Zoroastrian beliefs. George Allen & Unwin, London, 1956. Ristampa: Sheldon Press, London, 1972; Oxford University Press, London, 1976.
- Mysticism: Sacred and Profane. Clarendon Press, Oxford University, 1957. Ristampa: Oxford University Press, London, 1961.
- At Sundry Times. An essay in the comparison of religions. Faber & Faber, London, 1958.
  - The Comparison of Religions. Beacon Press, Boston, 1962.
  - Inde, Israël, Islam: religions mystiques et révelations prophétiques. Desclée de Brouwer, Paris, 1965.
- Hindu and Muslim Mysticism. Athlone Press, University of London, 1960. Ristampa: Schocken, New York, 1969; Oneworld, Oxford, 1994.
- The Dawn and Twilight of Zoroastrianism. Weidenfeld & Nicolson, London, 1961.
- Hinduism. Oxford University Press, London, 1962.
  - L'hindouisme. Desclée de Brouwer, Paris, 1974.
- The Convergent Spirit. Towards a dialectics of Religion. Routledge & Kegan Paul, London, 1963.
  - Matter and Spirit. Their convergence in Eastern Religions, Marx, and Teilhard de Chardin. Harper & Row, New York, 1963.
- The Catholic Church and World Religions. Burns & Oates, London, 1964.
  - Christianity and other Religions. Hawthorn Books, New York, 1964.
- Concordant Discord. The Interdependence of Faiths. Clarendon Press, Oxford University, 1970.
- Dialectical Christianity and Christian Materialism. The Riddell Memorial Lectures. Oxford University Press, London, 1971.
- Evolution in Religion. A study of Sri Aurobindo and Pierre Teilhard de Chardin. Clarendon Press, Oxford University, 1971.
- Drugs, Mysticism and Make-believe. William Collins, London, 1972.
  - Zen, Drugs, and Mysticism. Pantheon Books, New York, 1972.
- Our Savage God. The Perverse use of Eastern Thought. Sheed & Ward, New York, 1974.
- The City within the Heart. Crossroad Publishing, New York, 1981. Introduzione di Michael Dummett.

Come traduttore e curatore:
- Hindu Scriptures. Tradotto e curato da R. C. Zaehner. J. M. Dent, London, 1966.
- The Bhagavad Gita.  Tradotto da R. C. Zaehner. Oxford Univ., London, 1969.
- The Concise Encyclopedia of Living Faiths. Curato da R. C. Zaehner. Hawthorn Books, New York, 1959. Four editions.
  - The Concise Encyclopedia of Living Faiths. Beacon Press, Boston, 1967.
  - The Hutchinson Encyclopedia of Living Faiths. Century Hutchinson, London, 1988.
  - Encyclopedia of the World's Religions. Barnes and Noble, New York, 1997.

### In italiano
- Il libro del consiglio di Zarathushtra e altri testi. Compendio delle teorie zoroastriane. Roma, Ubaldini, 1976.
- L'induismo, traduzione di Marcello Rosetti, Edizioni Mediterranee, 2012.